# Pecka
Pecka (in tedesco Petzka) è un comune mercato della Repubblica Ceca facente parte del distretto di Jičín, nella regione di Hradec Králové.